# Religia w Egipcie

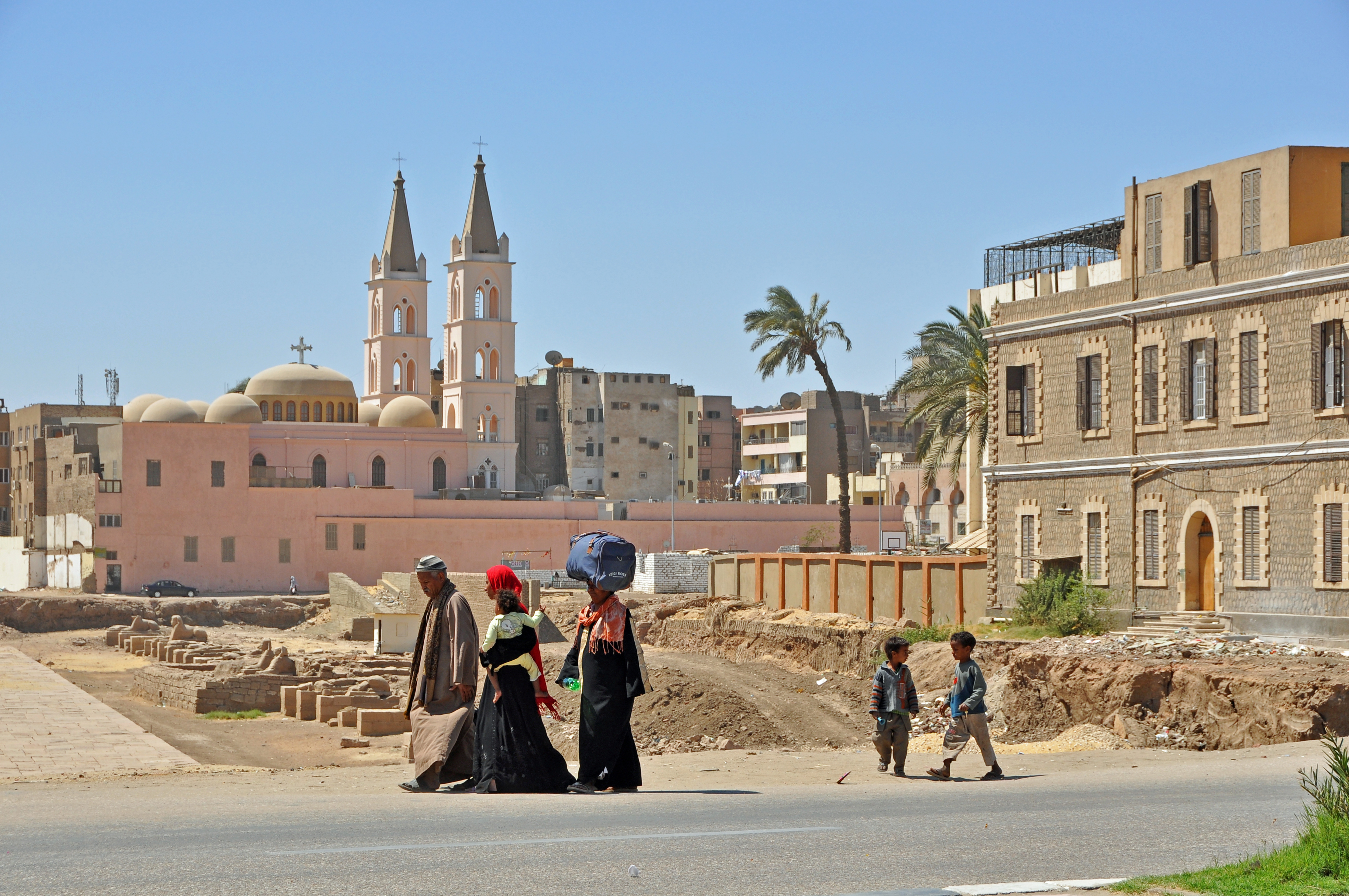
Scena uliczna w Luksorze

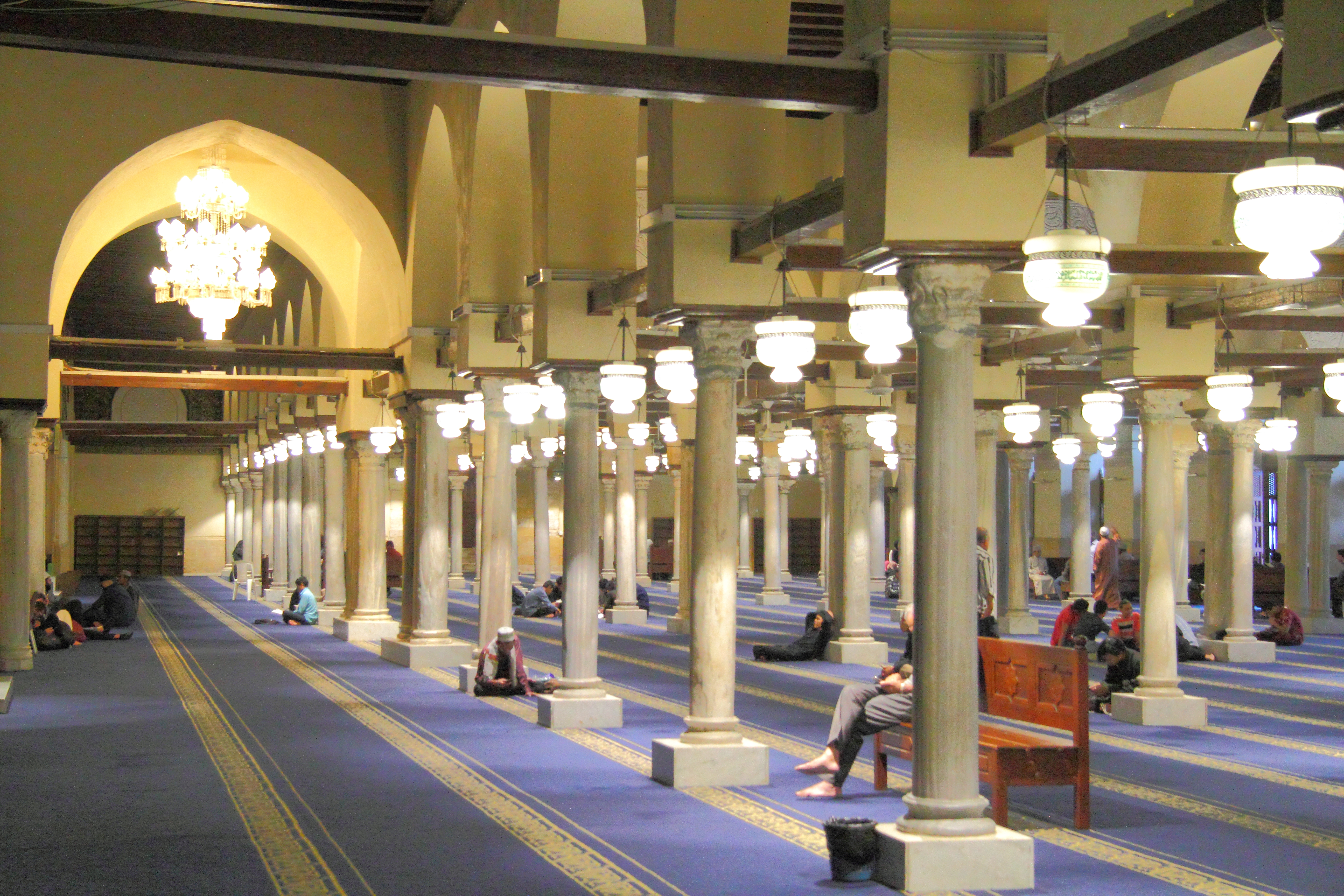
Wnętrze Meczetu Al-Azhar

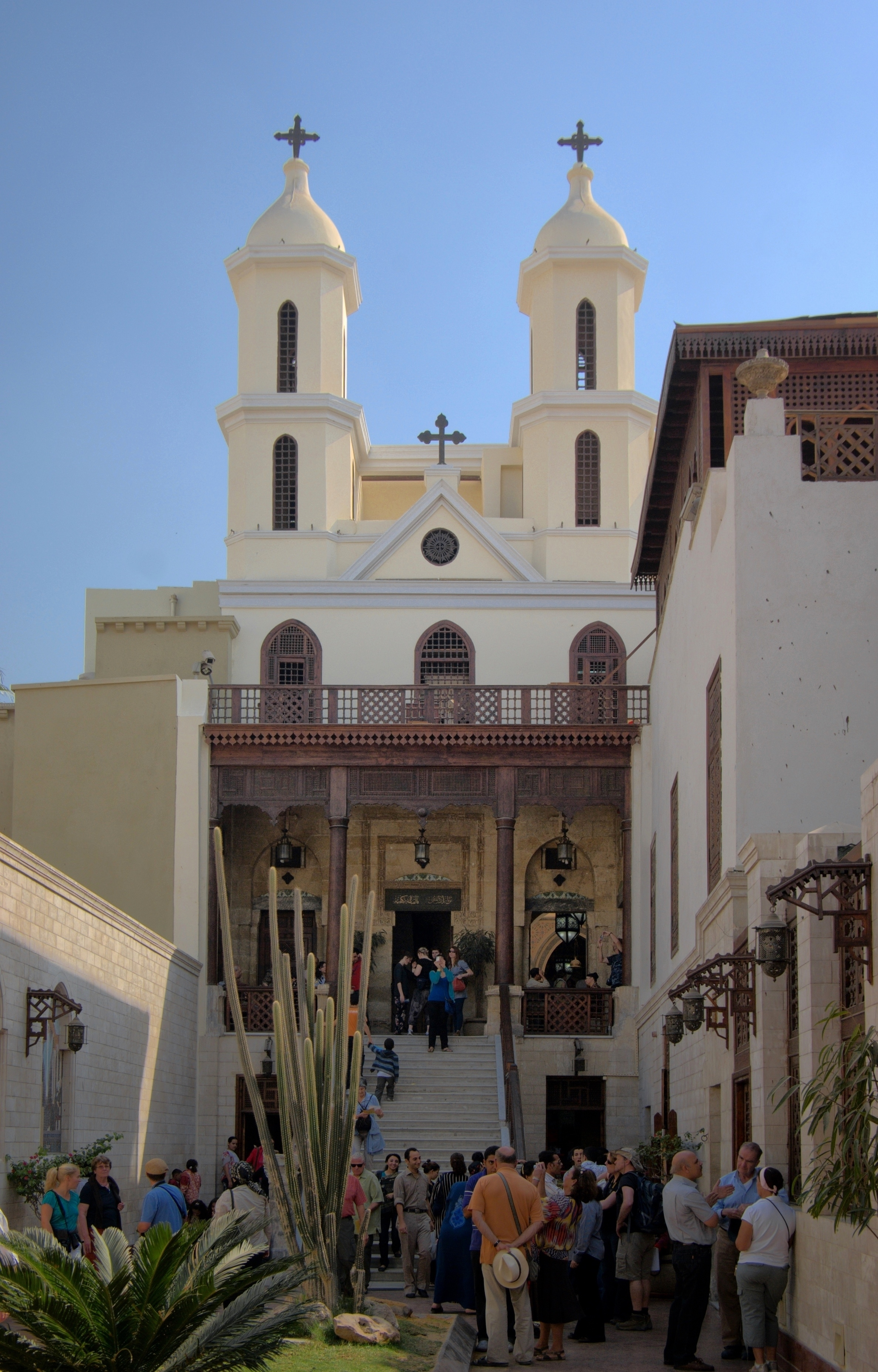
Koptyjski „Wiszący Kościół” w Kairze

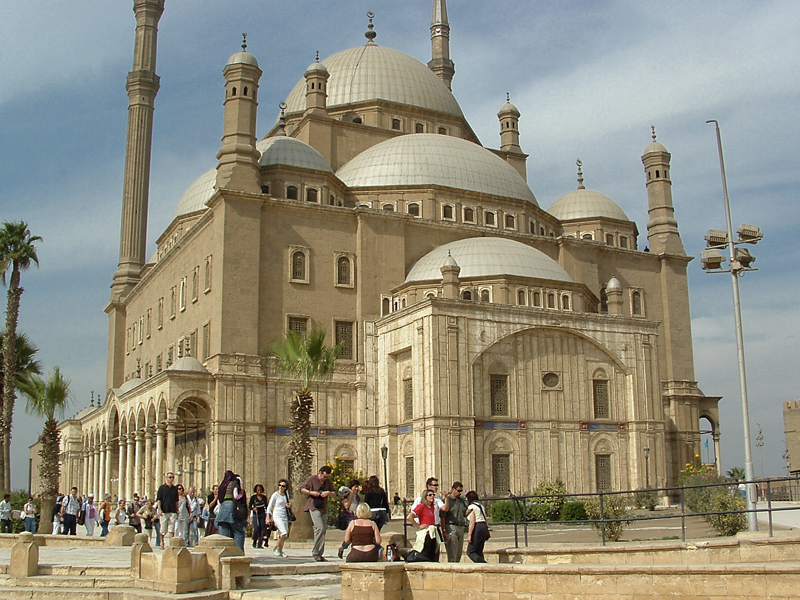
Meczet Muhammada Alego w Kairze

Religia w Egipcie przenika wiele aspektów życia społecznego. Zdominowana jest przez islam, a według World Christian Database (2015) muzułmanie stanowią 88,4% mieszkańców tego kraju. 10,9% to chrześcijanie, w zdecydowanej większości należący do Koptyjskiego Kościoła Ortodoksyjnego. 0,6% populacji nie wyznaje żadnej religii. 
Zdecydowana większość muzułmanów to sunnici. Społeczność szyicką szacuje się na 1 milion (1% populacji). Inne większe grupy chrześcijańskie to protestanci ewangelikalni (439 tys.), prawosławni (300 tys.) i katolicy (194 tys.). 

## Wolność religijna
Konstytucja zapewnia wolność wyznania i praktykowania religii abrahamowych (islam, chrześcijaństwo i judaizm), ale ustanawia również islam religią państwową a prawo szariatu jako główne źródło prawodawstwa. Konstytucja zabrania działalności politycznej lub tworzenie partii politycznych opartych na religii. Ani konstytucja, ani kodeksy cywilne nie zabraniają działalności misyjnej i apostazji od islamu. 
Egipt w 2020 roku znalazł się na 16 miejscu w Światowym Indeksie Prześladowań organizacji Open Doors, w rankingu krajów, w których chrześcijanie są najbardziej prześladowani. W roku 2019 odnotowano incydenty, w wyniku których zginęło 23 chrześcijan, a 124 osoby odniosły obrażenia.
W listopadzie 2017 miał miejsce zamach w Bir al-Abd przeprowadzony przez ISIS na meczet suficki, w którym zginęło ponad 300 osób. W przypadku zamachów na kościoły koptyjskie w Kairze, Aleksandrii i Tancie, w latach 2016-2017, 36 osób uznanych za winnych zostało skazanych na śmierć. 

## Historia
Od około 3000 roku p.n.e. aż do pierwszej połowy I tysiąclecia naszej ery w starożytnym Egipcie dominowała politeistyczna religia egipska. Później stopniowo była wyparta przez chrześcijaństwo. Poczynając od VI wieku p.n.e., Egipt był ważnym ośrodkiem diaspory żydowskiej. 
Od II wieku n.e. rozpoczął się proces kurczenia wpływu cywilizacji, pisma i religii egipskiej na rzecz nowej kultury koptyjskiej, nowego pisma i nowej religii chrześcijańskiej. Proces ten uległ wielkiemu przyśpieszeniu w IV wieku n.e. gdy chrześcijaństwo edyktem mediolańskim zostało uznane w imperium rzymskim.  
W latach 640–642 Arabowie podbili Egipt, co otworzyło drogę arabizacji i islamizacji Afryki Północnej. Pod panowaniem arabskim na innowierców zostały nałożone podatki dżizja i charadż. Szczególnym okrucieństwem wobec mnichów egipskich charakteryzowały się rządy Marwana II. W latach 725-773 odnotowano 6 poważnych powstań koptyjskich spowodowanych obciążeniami podatkowymi. Powstania były brutalnie tłumione, a konwersja na islam otworzyła możliwość włączenia się w uprzywilejowaną klasę muzułmańską i uniknięcia wysokich opłat. Do IX wieku większość Egipcjan przeszła na islam.
Po względnej tolerancji, jaka panowała pod kalifatami Tulunidów (868–905), Ihshididów (935–960) i Fatymidów (969–1171), szczyt represji innowierców miał miejsce w latach 1008-1015, pod panowaniem szyitów. Początkowo tylko sunnici byli prześladowani, a następnie represyjna polityka rozprzestrzeniła się na chrześcijan i żydów. Panowanie Al-Hākima było punktem zwrotnym w historii Egiptu i początkiem masowego przyjmowania islamu przez chrześcijan. Zniszczono wtedy liczne kościoły.
W XIX wieku reformy Muhammada Alego sprawiły, że Koptowie zostali zwolnieni z obowiązku płacenia dżizji, a także otworzyły drogę dla misji chrześcijańskich w Egipcie.

### XX-XXI wiek
Od lat 70. XX wieku, a zwłaszcza po rewolucji, która obaliła Husniego Mubaraka, egipska społeczność chrześcijan — Koptów — pozostaje obiektem przemocy i dyskryminacji. Konsekwencją narastających konfliktów na tle religijnym w Egipcie po rewolucji związanej z powstaniem politycznego islamu była rosnąca liczba chrześcijańskich Egipcjan, którzy opuścili kraj. Szacuje się, że tylko w ciągu dwóch lat po rewolucji w 2011 roku, z kraju wyjechało około 100 tysięcy chrześcijan.

## Inne religie
Inne religie w Egipcie to: bahaizm (2,2 tys.), hinduizm (1,5 tys.), świadkowie Jehowy (1-1,5 tys.), buddyzm (890), mormoni (150) i judaizm (100).